# Piłka ręczna na Letnich Igrzyskach Olimpijskich 1996
Wyniki turnieju piłki ręcznej odbywającego się na Letnich Igrzyskach Olimpijskich w 1996 w Atlancie.

## Turniej mężczyzn

### Drużyny uczestniczące
| Turniej kwalifikacyjny            | Data                              | Państwo   | Miejsc | Reprezentacja                                           |
| --------------------------------- | --------------------------------- | --------- | ------ | ------------------------------------------------------- |
| Gospodarz                         | -                                 | -         | 1      | Stany Zjednoczone                                       |
| Mistrzostwa Świata                | 7-21 maja 1995                    | Islandia  | 7      | Francja Chorwacja Szwecja Rosja Niemcy Egipt Szwajcaria |
| Mistrzostwa Europy                | 24 maja – 2 czerwca 1996          | Hiszpania | 1      | Hiszpania                                               |
| Mistrzostwa Azji                  | 25 września – 6 października 1995 | Kuwejt    | 1      | Kuwejt                                                  |
| Afrykański Turniej Kwalifikacyjny | 1996                              | -         | 1      | Algieria                                                |
| Igrzyska Panamerykańskie          | 11-25 marca 1995                  | Argentyna | 1      | Brazylia za Kuba                                        |
| Łącznie                           |                                   |           | 12     |                                                         |

- Kuba zakwalifikowała się do Igrzysk jako zwycięzca Igrzysk Panamerykańskich, ale wycofała się z rozgrywek, jej miejsce zajęła 2 na Igrzyskach  Brazylia

### Faza Grupowa

#### Grupa A
| Poz. | Drużyna           | Mecze | Mecze | Mecze | Mecze | Bramki | Bramki | Bramki | Pkt | status        |
| Poz. | Drużyna           | M     | W     | R     | P     | +      | -      | +/-    | Pkt | status        |
| ---- | ----------------- | ----- | ----- | ----- | ----- | ------ | ------ | ------ | --- | ------------- |
| 1.   | Szwecja           | 5     | 5     | 0     | 0     | 131    | 94     | +37    | 10  | Półfinał      |
| 2.   | Chorwacja         | 5     | 4     | 0     | 1     | 132    | 122    | +10    | 8   | Półfinał      |
| 3.   | Rosja             | 5     | 3     | 0     | 2     | 137    | 106    | +29    | 6   | 5-6 miejsce   |
| 4.   | Szwajcaria        | 5     | 2     | 0     | 3     | 126    | 115    | +11    | 4   | 7-8 miejsce   |
| 5.   | Stany Zjednoczone | 5     | 1     | 0     | 4     | 111    | 142    | -31    | 2   | 9-10 miejsce  |
| 6.   | Kuwejt            | 5     | 0     | 0     | 5     | 100    | 158    | -58    | 0   | 11-12 miejsce |

Wyniki :
| 24 lipca 1996 | Rosja | 32:20   | Kuwejt |  |
| 10:00         |       | (18:10) |        |  |

| 24 lipca 1996 | Chorwacja | 23:22   | Szwajcaria |  |
| 14:30         |           | (12:14) |            |  |

| 24 lipca 1996 | Szwecja | 23:19  | Stany Zjednoczone |  |
| 19:00         |         | (11:9) |                   |  |

| 25 lipca 1996 | Chorwacja | 31:22   | Kuwejt |  |
| 10:00         |           | (16:11) |        |  |

| 25 lipca 1996 | Szwecja | 26:19  | Szwajcaria |  |
| 14:30         |         | (14:8) |            |  |

| 25 lipca 1996 | Rosja | 31:16  | Stany Zjednoczone |  |
| 20:45         |       | (16:9) |                   |  |

| 27 lipca 1996 | Szwajcaria | 33:16  | Kuwejt |  |
| 11:45         |            | (18:8) |        |  |

| 27 lipca 1996 | Szwecja | 22:20   | Rosja |  |
| 14:30         |         | (11:11) |       |  |

| 27 lipca 1996 | Chorwacja | 35:27  | Stany Zjednoczone |  |
| 19:00         |           | (20:9) |                   |  |

| 29 lipca 1996 | Szwecja | 33:18  | Kuwejt |  |
| 11:45         |         | (16:7) |        |  |

| 29 lipca 1996 | Chorwacja | 25:24   | Rosja |  |
| 16:16         |           | (11:13) |       |  |

| 29 lipca 1996 | Szwajcaria | 29:20  | Stany Zjednoczone |  |
| 20:45         |            | (12:9) |                   |  |

| 31 lipca 1996 | Rosja | 30:23   | Szwajcaria |  |
| 11:45         |       | (14:11) |            |  |

| 31 lipca 1996 | Szwecja | 27:18  | Chorwacja |  |
| 14:30         |         | (10:7) |           |  |

| 31 lipca 1996 | Stany Zjednoczone | 29:24   | Kuwejt |  |
| 20:45         |                   | (13:10) |        |  |

#### Grupa B
| Poz. | Drużyna   | Mecze | Mecze | Mecze | Mecze | Bramki | Bramki | Bramki | Pkt | status        |
| Poz. | Drużyna   | M     | W     | R     | P     | +      | -      | +/-    | Pkt | status        |
| ---- | --------- | ----- | ----- | ----- | ----- | ------ | ------ | ------ | --- | ------------- |
| 1.   | Francja   | 5     | 4     | 0     | 1     | 145    | 114    | +31    | 8   | Półfinał      |
| 2.   | Hiszpania | 5     | 4     | 0     | 1     | 114    | 97     | +17    | 8   | Półfinał      |
| 3.   | Egipt     | 5     | 3     | 0     | 2     | 113    | 103    | +10    | 6   | 5-6 miejsce   |
| 4.   | Niemcy    | 5     | 3     | 0     | 2     | 121    | 112    | +9     | 6   | 7-8 miejsce   |
| 5.   | Algieria  | 5     | 0     | 1     | 4     | 95     | 117    | -22    | 1   | 9-10 miejsce  |
| 6.   | Brazylia  | 5     | 0     | 1     | 4     | 100    | 145    | -45    | 1   | 11-12 miejsce |

Wyniki :
| 24 lipca 1996 | Francja | 27:25  | Hiszpania |  |
| 11:45         |         | (10:9) |           |  |

| 24 lipca 1996 | Egipt | 19:16  | Algieria |  |
| 16:15         |       | (12:7) |          |  |

| 24 lipca 1996 | Niemcy | 30:20  | Brazylia |  |
| 20:45         |        | (13:7) |          |  |

| 25 lipca 1996 | Francja | 33:22   | Algieria |  |
| 11:45         |         | (13:10) |          |  |

| 25 lipca 1996 | Hiszpania | 22:20   | Niemcy |  |
| 16:15         |           | (11:10) |        |  |

| 25 lipca 1996 | Egipt | 31:20   | Brazylia |  |
| 19:00         |       | (15:10) |          |  |

| 27 lipca 1996 | Hiszpania | 20:14  | Algieria |  |
| 10:00         |           | (12:5) |          |  |

| 27 lipca 1996 | Egipt | 24:22  | Niemcy |  |
| 16:15         |       | (11:9) |        |  |

| 27 lipca 1996 | Francja | 37:23   | Brazylia |  |
| 20:45         |         | (16:10) |          |  |

| 29 lipca 1996 | Francja | 25:20  | Egipt |  |
| 10:00         |         | (12:9) |       |  |

| 29 lipca 1996 | Niemcy | 25:23   | Algieria |  |
| 14:30         |        | (13:12) |          |  |

| 29 lipca 1996 | Hiszpania | 27:17   | Brazylia |  |
| 19:00         |           | (12:10) |          |  |

| 31 lipca 1996 | Hiszpania | 20:19  | Egipt |  |
| 10:00         |           | (11:8) |       |  |

| 31 lipca 1996 | Niemcy | 24:23   | Francja |  |
| 16:15         |        | (12:10) |         |  |

| 31 lipca 1996 | Algieria | 20:20  | Brazylia |  |
| 19:00         |          | (9:11) |          |  |

### Runda klasyfikacyjna(miejsca 5.-12.)

#### Mecz o 11.miejsce
| 2 sierpnia 1996 | Brazylia | 31:25   | Kuwejt |  |
| 10:00           |          | (16:13) |        |  |

#### Mecz o 9.miejsce
| 2 sierpnia 1996 | Stany Zjednoczone | 27:26   | Algieria |  |
| 11:45           |                   | (22:22) |          |  |

#### Mecz o 7.miejsce
| 2 sierpnia 1996 | Niemcy | 23:16   | Szwajcaria |  |
| 14:30           |        | (12:10) |            |  |

#### Mecz o 5.miejsce
| 2 sierpnia 1996 | Rosja | 29:26   | Egipt |  |
| 19:00           |       | (15:11) |       |  |

### Runda Medalowa (miejsca 1.-4.)

#### Półfinały
| 2 sierpnia 1996 | Szwecja | 25:20   | Hiszpania |  |
| 16:15           |         | (11:12) |           |  |

| 2 sierpnia 1996 | Chorwacja | 24:20  | Francja |  |
| 20:45           |           | (12:8) |         |  |

#### Mecz o Brązowy Medal
| 4 sierpnia 1996 | Hiszpania | 27:25   | Francja |  |
| 11:00           |           | (13:12) |         |  |

#### Mecz o Złoty Medal
| 4 sierpnia 1996 | Chorwacja | 27:26   | Szwecja |  |
| 12:45           |           | (16:11) |         |  |

#### Medaliści
| Złoto | Srebro | Brąz |
| --- | --- | --- |
| ChorwacjaVladimir Jelčić Goran Perkovac Irfan Smajlagić Božidar Jović Alvaro Načinović Vladimir Šujster Bruno Gudelj Nenad Kljaić Iztok Puc Zoran Mikulić Patrik Ćavar Venio Losert Valner Franković Slavko Goluža Valter Matošević Zlatko Saračević | SzwecjaTomas Svensson Martin Frändesjö Mats Olsson Robert Hedin Magnus Wislander Tomas Sivertsson Ola Lindgren Per Carlén Erik Hajas Johan Pettersson Stefan Lövgren Robert Andersson Pierre Thorsson Staffan Olsson Magnus Andersson Andreas Larsson | HiszpaniaJaume Fort Mauri Demetrio Lozano Salvador Esquer Rafael Guijosa Fernando Hernandez Raúl González Iñaki Urdangarin Jesus Olalla Mateo Garralda Talant Dujszebajew Jesus Fernandez Albert Urdiales Jordi Nunez Juan Perez Jose Hombrados Aitor Etxaburu |

## Turniej kobiet

### Drużyny uczestniczące
| Turniej kwalifikacyjny            | Data                | Państwo          | Miejsc | Reprezentacja                         |
| --------------------------------- | ------------------- | ---------------- | ------ | ------------------------------------- |
| Gospodarz                         | -                   | -                | 1      | Stany Zjednoczone                     |
| Mistrzostwa Świata                | 5-17 grudnia 1995   | Austria/ Węgry   | 4      | Korea Południowa Dania Węgry Norwegia |
| Mistrzostwa Europy                | 17-25 września 1994 | Niemcy           | 1      | Niemcy                                |
| Afrykański Turniej Kwalifikacyjny | -                   | -                | 1      | Angola                                |
| Mistrzostwa Azji                  | 6-8 maja 1995       | Korea Południowa | 1      | Chiny                                 |
| Łącznie                           |                     |                  | 8      |                                       |

### Faza Grupowa

#### Grupa A
| Poz. | Drużyna           | Mecze | Mecze | Mecze | Mecze | Bramki | Bramki | Bramki | Pkt | status      |
| Poz. | Drużyna           | M     | W     | R     | P     | +      | -      | +/-    | Pkt | status      |
| ---- | ----------------- | ----- | ----- | ----- | ----- | ------ | ------ | ------ | --- | ----------- |
| 1.   | Dania             | 3     | 3     | 0     | 0     | 89     | 62     | +27    | 6   | Półfinał    |
| 2.   | Węgry             | 3     | 2     | 0     | 1     | 81     | 70     | +11    | 4   | Półfinał    |
| 3.   | Chiny             | 3     | 1     | 0     | 2     | 71     | 83     | -12    | 2   | 5-6 miejsce |
| 4.   | Stany Zjednoczone | 3     | 0     | 0     | 3     | 64     | 90     | -26    | 0   | 7-8 miejsce |

Wyniki :
| 26 lipca 1996 | Węgry | 29:19   | Chiny |  |
| 10:00         |       | (14:11) |       |  |

| 26 lipca 1996 | Dania | 29:19  | Stany Zjednoczone |  |
| 14:30         |       | (13:9) |                   |  |

| 28 lipca 1992 | Dania | 33:21  | Chiny |  |
| 12:00         |       | (19:9) |       |  |

| 28 lipca 1996 | Węgry | 30:24  | Stany Zjednoczone |  |
| 14:30         |       | (19:8) |                   |  |

| 30 lipca 1996 | Dania | 27:22   | Węgry |  |
| 10:00         |       | (14:12) |       |  |

| 30 lipca 1996 | Chiny | 31:21   | Stany Zjednoczone |  |
| 16:30         |       | (16:11) |                   |  |

#### Grupa B
| Poz. | Drużyna          | Mecze | Mecze | Mecze | Mecze | Bramki | Bramki | Bramki | Pkt | status      |
| Poz. | Drużyna          | M     | W     | R     | P     | +      | -      | +/-    | Pkt | status      |
| ---- | ---------------- | ----- | ----- | ----- | ----- | ------ | ------ | ------ | --- | ----------- |
| 1.   | Korea Południowa | 3     | 3     | 0     | 0     | 83     | 60     | +23    | 6   | Półfinał    |
| 2.   | Norwegia         | 3     | 2     | 0     | 1     | 79     | 66     | +13    | 4   | Półfinał    |
| 3.   | Niemcy           | 3     | 1     | 0     | 2     | 70     | 73     | -3     | 2   | 5-6 miejsce |
| 4.   | Angola           | 3     | 0     | 0     | 3     | 49     | 82     | -33    | 0   | 7-8 miejsce |

Wyniki :
| 26 lipca 1996 | Norwegia | 30:18  | Angola |  |
| 12:00         |          | (15:7) |        |  |

| 26 lipca 1996 | Korea Południowa | 33:20   | Niemcy |  |
| 16:30         |                  | (17:12) |        |  |

| 28 lipca 1992 | Korea Południowa | 25:19  | Angola |  |
| 10:00         |                  | (15:8) |        |  |

| 28 lipca 1996 | Norwegia | 28:23   | Niemcy |  |
| 16:30         |          | (15:11) |        |  |

| 30 lipca 1996 | Niemcy | 27:12  | Angola |  |
| 12:00         |        | (10:6) |        |  |

| 30 lipca 1996 | Korea Południowa | 25:21   | Norwegia |  |
| 14:30         |                  | (12:10) |          |  |

### Runda Klasyfikacyjna(miejsca 5.-8.)

#### Mecz o 7.miejsce
| 1 sierpnia 1996 | Angola | 24:23   | Stany Zjednoczone |  |
| 10:00           |        | (11:11) |                   |  |

#### Mecz o 5.miejsce
| 1 sierpnia 1996 | Chiny | 28:26   | Niemcy |  |
| 14:30           |       | (16:12) |        |  |

### Runda Medalowa(miejsca 1.-4.)

#### Półfinały
| 1 sierpnia 1996 | Dania | 23:19  | Norwegia |  |
| 11:45           |       | (12:6) |          |  |

| 1 sierpnia 1996 | Korea Południowa | 39:25   | Węgry |  |
| 16:15           |                  | (19:10) |       |  |

#### Mecz o Brązowy Medal
| 3 sierpnia 1996 | Węgry | 20:18 | Norwegia |  |
| 15:30           |       | (7:9) |          |  |

#### Mecz o Złoty Medal
| 3 sierpnia 1996 | Dania | 37:34 (pd.)           | Korea Południowa |  |
| 17:15           |       | (13:17, 29:29, 31:31) |                  |  |

### Medalistki
| Złoto | Srebro | Brąz |
| --- | --- | --- |
| DaniaLene Rantala Anne Dorthe Tanderup Camilla Andersen Tina Bøttzau Anette Hoffmann Anja Hansen Marianne Florman Janne Kolling Conny Hamann Anja Andersen Gitte Madsen Gitte Sunesen Heidi Astrup Tonje Kjærgaard Susanne Munk Wilbek Kristine Andersen | Korea PołudniowaMoon Hyang-ja Huh Soon-young Kim Mi-sam Han Sun-hee Kwag Hye-jeong Lim O-kyung Kim Rang Kim Jeong-mi Oh Sung-ok Hong Jeong-ho Park Jeong-lim Oh Yong-ran Park Jeong-lim Kim Eun-mi Lee Sang-eun Cho Eun-hee Kim Cheong-ship | WęgryAnikó Meksz Eszter Mátéfi Auguszta Matyas Beatrix Toth Ildikó Pádár Erzsébet Kocsis Helga Nemeth Beáta Siti Éva Erdős Anikó Kántor Beáta Hoffmann Auguszta Mátyás Anikó Nagy Beatrix Imre Andrea Farkas Katalin Szilagyi Anna Szanto |